# IMR-2
Pour les articles homonymes, voir IMR.
Le IMR-2 (où IMR signifie Inzhenernaya mashina razgrazhdeniya) est un char du génie russe introduit en 1982 pour remplacer l'IMR-1 et qui est encore en service aujourd’hui dans les forces armées russes.
Le développement de l'IMR-2 a commencé dans les années 1970 et s'est achevé en 1980, tandis que la production commerciale a commencé en 1982. Il a participé à la guerre d'Afghanistan, à la première guerre de Tchétchénie, à la deuxième guerre de Tchétchénie, à l'invasion russe de l'Ukraine et a également été utilisé dans les opérations de secours après la catastrophe de Tchernobyl.

## Description
L'IMR-2 est équipé d'une grue et d'une lame frontale. Il est basé sur le châssis du T-72. Il remplace l'IMR-1 basé sur le châssis du char T-54/T-55. Sa mission principale est le déminage mais également de créer des routes en enlevant les obstacles encombrants comme des carcasses de voitures. Il est remplacé ou complété par le IMR-3, basé sur le châssis du char T-90.

## Opérateur
- Russie

## Galerie d'images

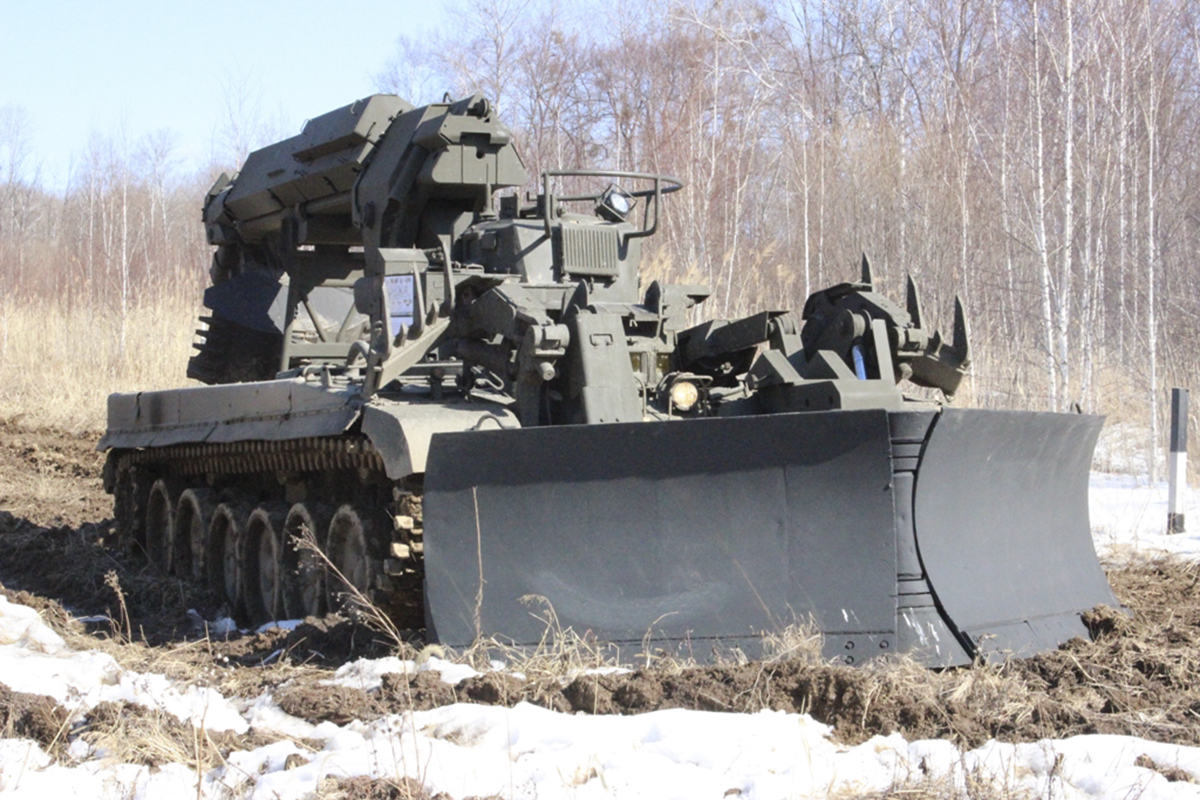
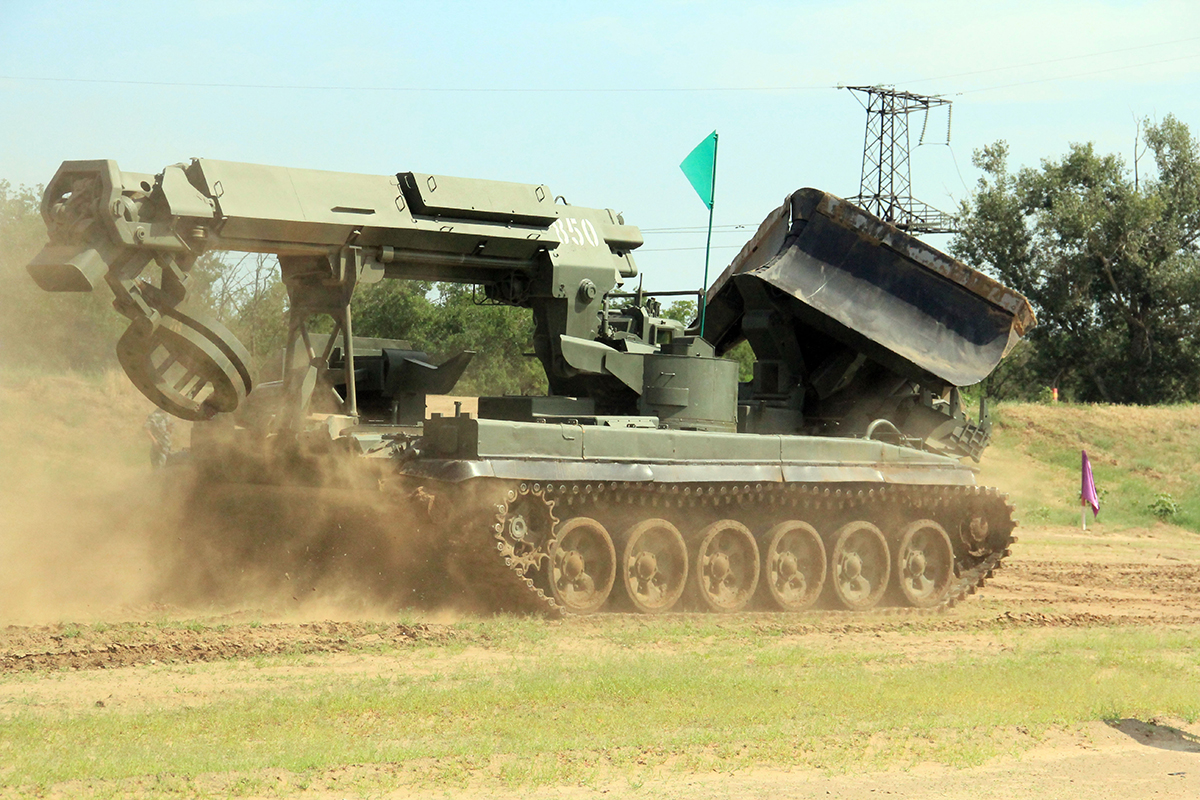
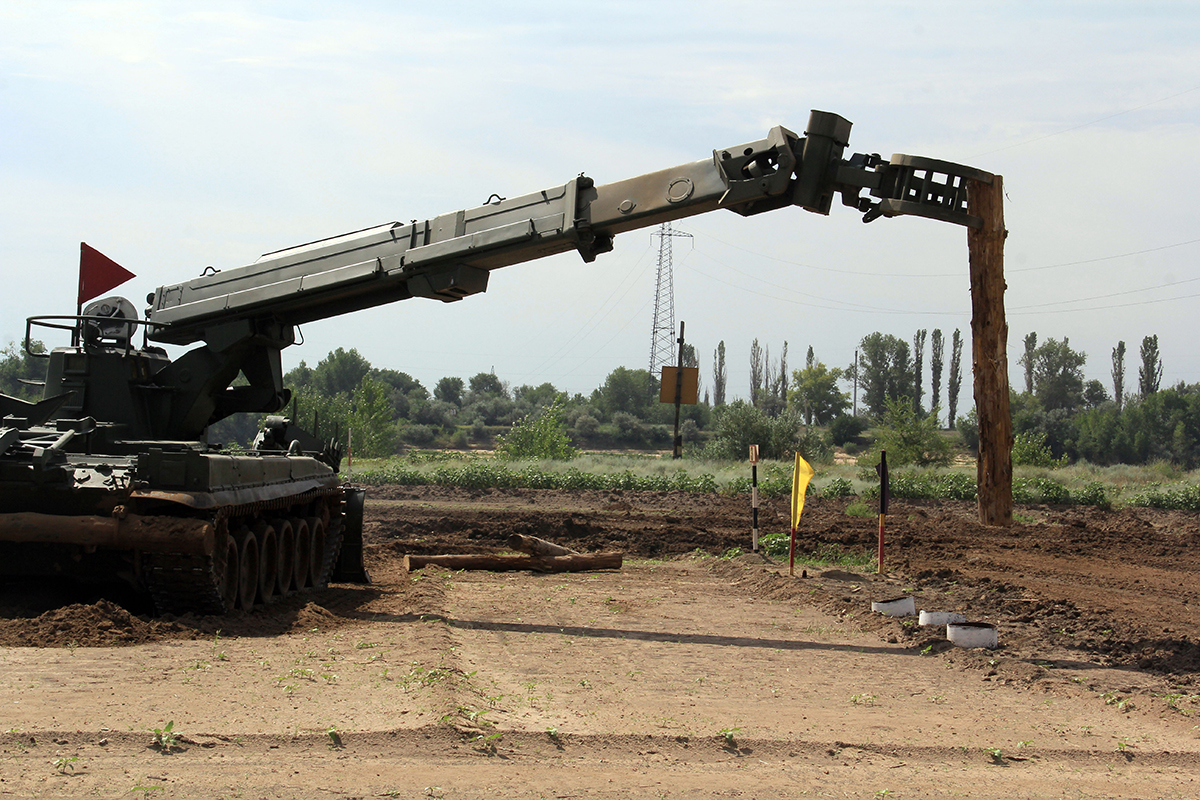
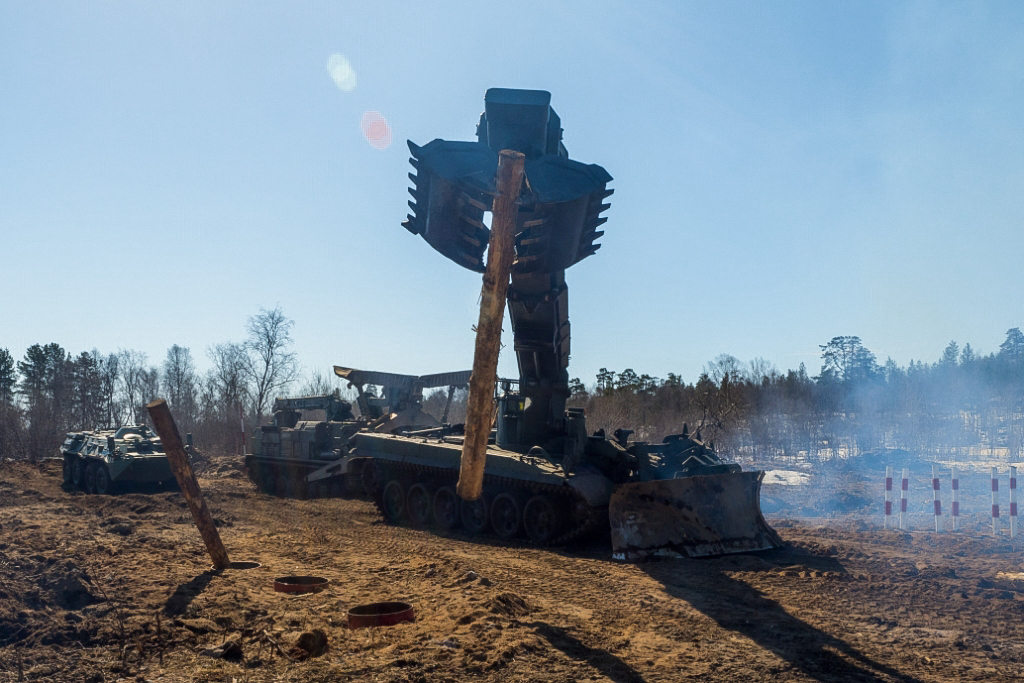

- Utilisation de l'IMR-2 pour déblayer une route en Ukraine.